# Валдерс (Висконсин)
Валдерс (енгл. Valders) град је у америчкој савезној држави Висконсин.

## Демографија
По попису из 2010. године број становника је 962, што је 14 (1,5%) становника више него 2000. године.
| Група             | 2000.       | 2010.       |
| Белци             | 937 (98,8%) | 896 (93,1%) |
| Афроамериканци    | 0 (0,0%)    | 0 (0,0%)    |
| Азијати           | 3 (0,3%)    | 0 (0,0%)    |
| Хиспаноамериканци | 5 (0,5%)    | 61 (6,3%)   |
| Укупно            | 948         | 962         |